# سرمایه‌داری پایدار
سرمایه‌داری پایدار شکلی مفهومی از سرمایه‌داری است که بر اساس شیوه‌های پایدار بنا شده و هدف آن حفظ بشریت و سیاره زمین، کاهش پیامدهای منفی و شباهت به سیاست‌های اقتصادی سرمایه‌داری است. اقتصاد سرمایه‌داری برای بقا باید گسترش یابد و بازارهای جدیدی برای حمایت از این توسعه پیدا کند.
سیستم‌های سرمایه‌داری اغلب برای محیط‌زیست و برخی افراد بدون دسترسی به نمایندگی مناسب مخرب هستند. با این حال، پایداری کاملاً برعکس عمل می‌کند؛ نه‌تنها به ادامه منابع اشاره دارد، بلکه به بازسازی آن‌ها نیز می‌پردازد.
پایداری معمولاً با محیط‌زیست‌گرایی مرتبط دانسته می‌شود، و سرمایه‌داری پایدار اصول پایداری را در حاکمیت اقتصادی و جنبه‌های اجتماعی سرمایه‌داری اعمال می‌کند.
سرمایه‌داری پایدار اخیراً اهمیت بیشتری پیدا کرده است، اما این مفهوم جدید نیست. تغییرات در مدل اقتصادی فعلی می‌تواند پیامدهای اجتماعی، زیست‌محیطی و اقتصادی قابل توجهی داشته باشد و نیازمند تلاش‌های فردی و همچنین همکاری دولت‌های محلی، ایالتی و فدرال است.
این مفهوم با بحث‌هایی همراه است، زیرا مستلزم افزایش شیوه‌های پایدار و کاهش قابل توجه رفتارهای مصرفی فعلی است.
این مفهوم از سرمایه‌داری در مانیفست آل گور و دیوید بلاد برای مدیریت سرمایه‌گذاری نسل‌ها توصیف شده است تا یک ساختار سیاسی، اقتصادی و اجتماعی بلندمدت را ارائه دهد که تهدیدات فعلی برای سیاره و جامعه را کاهش دهد.
بر اساس این مانیفست، سرمایه‌داری پایدار جنبه‌های زیست‌محیطی، اجتماعی و حاکمیتی (**ESG**) را در ارزیابی ریسک ادغام می‌کند تا پیامدهای خارجی را محدود کند.
بیشتر ایده‌هایی که آن‌ها مطرح کرده‌اند مربوط به تغییرات اقتصادی و جنبه‌های اجتماعی است، اما تعداد کمی از آن‌ها به‌طور مشخص به تغییرات سیاست‌های زیست‌محیطی اشاره دارند.

## جنبه‌های حکمرانی و اقتصادی
سیاست‌های سرمایه‌داری پایدار عمدتاً بر جنبه‌های اقتصادی متمرکز هستند، زیرا اقتصاد بیشترین ارتباط را با سرمایه‌داری دارد. این مفهوم تلاش می‌کند تا ابزارهای ناکافی فعلی برای سنجش رشد اقتصادی و ارزش واقعی کشورها، مانند تولید ناخالص داخلی (GDP) یا خروجی ناخالص (GO)، را اصلاح کند.
انتقاد اصلی از این روش‌های سنجش رشد اقتصادی این است که **GDP** شرایط کاری و عوامل زیست‌محیطی را که تأثیرات بلندمدتی بر ارزش اقتصادی دارند، در نظر نمی‌گیرد. این موضوع باعث شده است که برخی کارشناسان پیشنهاد کنند که معیارهای جامع‌تری برای ارزیابی توسعه اقتصادی مورد استفاده قرار گیرند.
این مفهوم با روندهای اخیر همسو است که کسب‌وکارهای پایدار را به‌عنوان روش ترجیحی برای توسعه می‌بینند، زیرا این نوع کسب‌وکارها تأثیر مثبتی بر محیط خود دارند. بسیاری از این ابتکارات از ائتلاف‌های مسئولیت اجتماعی شرکتی هدایت‌شده توسط کسب‌وکارها سرچشمه می‌گیرند که هدف آن‌ها کاهش پیامدهای **ESG** از طریق بسیج منابع است.
این کسب‌وکارها محدود به سازمان‌های غیرانتفاعی سنتی که معمولاً با مسئولیت اجتماعی شرکتی مرتبط می‌دانیم، نیستند؛ بلکه می‌توانند مستقل، غیرانتفاعی، انتفاعی، تحت هدایت هیئت‌مدیره یا دارای تأمین مالی مرکزی باشند.
طیف گسترده‌ای از انواع کسب‌وکارها نشان‌دهنده تغییر تدریجی به سمت حاکمیت شرکتی مسئولانه از نظر اجتماعی و زیست‌محیطی است.
این تقسیم‌بندی نشان می‌دهد که بیشتر پیشنهادهای سرمایه‌داری پایدار بر تغییرات اقتصادی و اجتماعی تمرکز دارند، در حالی که تأثیرات زیست‌محیطی کمتر مورد توجه قرار گرفته‌اند. از میان ده مورد ذکر شده، تنها دو مورد مستقیماً به جنبه‌های زیست‌محیطی مرتبط هستند و هیچ‌کدام به‌طور صریح تغییرات سیاست‌های زیست‌محیطی را پیشنهاد نمی‌کنند. این موضوع نشان‌دهنده چالش‌های موجود در ادغام اصول پایداری در چارچوب‌های اقتصادی و اجتماعی سرمایه‌داری است.

## جنبه‌های زیست‌محیطی
بر اساس توضیحات بروس لدویتز، سرمایه‌داری پایدار شامل پذیرش و توسعه شیوه‌های پایدار برای حفاظت از منابع طبیعی است، به‌جای استفاده از آن‌ها به‌عنوان سرمایه. لدویتز معتقد است که در سرمایه‌داری سنتی، سرمایه طبیعی، یعنی منابع طبیعی، به کاهش خود ادامه خواهد داد و موفقیت سرمایه پولی را محدود خواهد کرد، که این امر باعث افزایش ارزش منابع طبیعی و تغییر تعریف رفاه خواهد شد.
او پیشنهاد می‌کند که سرمایه‌داری پایدار سیاست‌ها و مقرراتی را برای حفاظت از منابع طبیعی وضع کند و علاوه بر آن، سرمایه‌گذاری مجدد در محیط‌زیست را برای معکوس کردن روند تخریب انجام دهد.

### بی‌میلی دولت
منتقدانی مانند نیل ای. هریسون معتقدند که دولت احتمالاً در برابر تغییرات پایدار برای مدل سرمایه‌داری کنونی مقاومت خواهد کرد. او استدلال می‌کند که از آنجا که دولت سرمایه‌داری بر اساس ایده‌ها و منافع تجاری سرمایه‌داری شکل گرفته است، به این سیستم وابسته می‌باشد.
اغلب، دولت بیشتر بر بحران‌های آشکار تمرکز دارد تا راه‌حل‌های بلندمدت برای مشکلاتی که به‌راحتی قابل مشاهده نیستند.
استدلال اصلی او این است کهفراتر از ساختار کنونی، قدرت سیاسی به‌تنهایی برای کنترل جنبه‌های اجتماعی و اقتصادی کافی نیست تا بتواند تأثیر قابل‌توجهی بر نیازهای زیست‌محیطی بگذارد.